# La encajera
La encajera o La encajera de bolillos (en neerlandés, De Kantwerkster) es una de las pinturas más conocidas del pintor holandés Johannes Vermeer. Está realizado en óleo sobre lienzo, montado sobre madera. Se calcula que fue pintado hacia 1669-1670. Mide 23,9 cm de alto y 20,5 cm de ancho. Se exhibe actualmente en el Museo del Louvre de París. 

## Historia
La obra está firmada IVMeer, ligeramente desvanecida. No se conoce con exactitud su fecha de composición, distintas fuentes señalan 1644, 1664 o 1669. Actualmente se calcula que debió pintarse hacia 1669 y 1670. Es, en cualquier caso, una obra de madurez del autor. 
Es posible que su primer propietario fuera Pieter Claesz van Ruijven, de Delft, antes de 1674. Apareció en la venta Dissius de 1696 en Ámsterdam. La pintura pasó posteriormente a diversos propietarios de los Países Bajos. A pesar de su fama, en 1869 el museo Boymans de Rótterdam fracasó en su intento de adquirir La encajera. Por entonces formaba parte de la colección de Dirk Vis Blokhuyzen (1799-1869), quien al morir dejó su patrimonio de pinturas, dibujos y libros a la ciudad de Rótterdam, a cambio de que entregaran una cantidad de dinero a sus herederos. Sin embargo, no se pudo obtener ese dinero y fue subastada la colección en París en 1870; fue adquirida por el coleccionista Eugène Féral, quien lo vendió con un beneficio de casi 2.000 francos dos meses más tarde al Louvre. Fue el primer Vermeer adquirido por una colección pública francesa.

## Descripción de la obra
El soporte está ligeramente abierto. El lienzo se pegó a un panel de roble que mide 23,9 centímetros por 20,5 centímetros, lo que hace de esta obra la más pequeña de las que pintó Vermeer.
Es una obra típica del autor: retrata a un personaje ordinario en la intimidad de sus tareas cotidianas. Como en La lechera (h. 1658, Rijksmuseum, Ámsterdam), es una de esas ojeadas a la aislada intimidad doméstica que tanto fascinaron al autor. Le gustaba observar los objetos cotidianos que lo rodeaban y pintar combinaciones diferentes de ellos. Vermeer muestra a sus figuras, recogidas en un momento íntimo, aisladas en un mundo ajeno al del espectador, envueltas en un resplandor claro y apacible, en silencio.

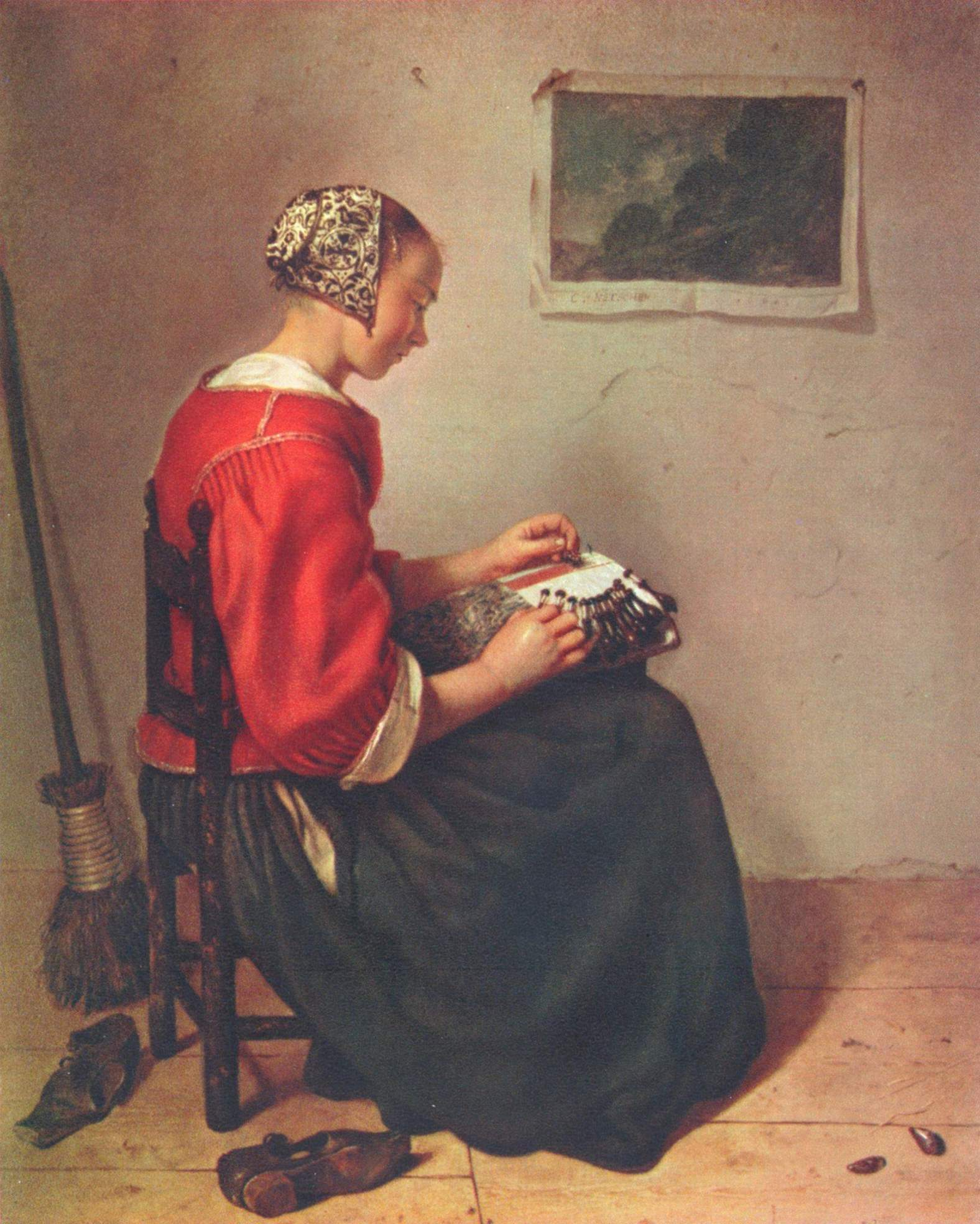
La encajera, 1662, por Caspar Netscher.

En este caso, se trata de una joven dedicada al encaje, encorvada sobre su trabajo. Su mirada se concentra en la labor y en el movimiento de las manos, que manipulan hábilmente bobinas, alfileres e hilo. El tema de la encajera es frecuente en la literatura y la pintura neerlandesas, como representación de las virtudes femeninas domésticas; así se ve, por ejemplo, en la obra de Caspar Netscher (La encajera, 1662, óleo sobre lienzo, en la col. Wallace, Londres) o Nicolaes Maes (Una mujer bordando, 1655, óleo sobre tabla, en la col. Harold Samuel, Londres). Esta representación de la virtud se refuerza en la obra a través del pequeño libro cubierto por tapicería sobre la mesa. Aunque el libro no tiene rasgos que lo identifiquen, casi con seguridad es un libro de oraciones o una pequeña Biblia.
La ambientación se reduce al mínimo: un cojín con hilos en el primer plano, la encajera en el segundo y un fondo monocolor. 
La mujer no es la esposa de Vermeer, como en algún momento se ha sostenido; con toda seguridad será un miembro de la burguesía de Delft. No lleva ropas de trabajo. Vermeer sugiere la total concentración de la encajera en su trabajo a través de su postura forzada y el amarillo limón de su ropa, un color activo y psicológicamente intenso. Incluso su peinado representa en parte su estado físico y psíquico, pues está firmemente sujeto pero, al mismo tiempo, fluye en sus tirabuzones. Finalmente, los claros toques de luz que iluminan su frente y dedos enfatizan la precisión y claridad de visión que requiere este arte tan exigente del encaje. El cabello y las manos nacen de la luz que, a diferencia de la mayor parte de las obras de Vermeer, entra por la derecha, y no por la izquierda.
Este cuadro ilustra las inquietudes del autor por el estudio de la óptica. Está pintado con suaves modulaciones de luz y color. Vermeer utiliza en él un procedimiento usual: exageró lateralmente el primer plano, que muestra desenfocado, para dar mayor efecto de profundidad a la perspectiva. El genio del autor se muestra en la reproducción de las deformaciones naturales ópticas del ojo humano para crear profundidad de campo. El centro de atención es la figura femenina, quien recibe una iluminación lateral, seguramente a través de una ventana, y cuyo trabajo se describe con gran detalle y aguda mirada, en particular el fino hilo blanco estirado entre los dedos de la joven. Pero lejos de este foco visual las formas se hacen menos precisas y desenfocadas: en el primer término se encuentra la esquina de una mesa, sobre la cual está apoyado un cojín de recamar, usado para guardar los materiales de coser: del contenedor semiabierto fluyen hilos rojos y blancos, que se muestran casi como regatos abstractos de pintura. Sus formas líquidas salen en tropel sobre la igualmente sugerente tapicería que cubre la mesa; esta tapicería está pintada con pequeñas aplicaciones "puntillistas" de color puro, produciendo también un efecto de desenfoque. Hay un tercer plano: el fondo de color claro, sobre el que se recorta un tirabuzón claramente definido. De hecho, los hilos y el rizado tirabuzón contrastan con los hilos tensos de las bobinas, situando así la actividad de la encajera aislada de su entorno.
La ubicación central de la figura, junto al pequeño tamaño del cuadro, refuerzan la sensación de intimidad. No obstante, a pesar de esta sensación de proximidad con la encajera, realmente no se puede penetrar en su universo. La tapicería y la mesa se interponen entre el espectador y la encajera.
La concentración del modelo y el juego de los colores contra el gris claro del fondo hacen de esta una de las obras maestras de Vermeer. Fue especialmente valorado por los pintores impresionistas, cuyo objeto principal era la luz que nace del color. Así, Renoir consideraba que esta obra maestra era el cuadro más bello del mundo, junto con el Embarque para la isla de Citera, de Watteau. También van Gogh quedó fascinado por el color de esta pintura, y en una carta a Émile Bernard en 1888 destacó la belleza de su "arreglo amarillo limón, azul claro y gris perla".